# جاكوب مينديز دا كوستا
جاكوب مينديز دا كوستا (بالإنجليزية: Jacob Mendes Da Costa)‏ هو جراح أمريكي، ولد في 7 فبراير 1833 في سانت توماس في الولايات المتحدة، وتوفي في 11 سبتمبر 1900 في بنسيلفانيا في الولايات المتحدة.